# Resolution 1713 des UN-Sicherheitsrates
Die Resolution 1713 des UN-Sicherheitsrates ist eine Resolution zum Konflikt in Darfur, die der Sicherheitsrat der Vereinten Nationen am 29. September 2006 auf seiner 5543. Sitzung einstimmig angenommen hat. Mit der Resolution, die unter Kapitel VII der Charta der Vereinten Nationen beschlossen wurde, wurde das Mandat einer vierköpfigen Expertengruppe mit Beobachterfunktion um ein Jahr bis zum 29. September 2007 verlängert.
Der Sicherheitsrat berief sich auf seine früheren Resolutionen 1556, 1591, 1651 und 1665. Das Gremium unterstrich die Verpflichtung für die Umsetzung des Allgemeinen Friedensabkommens vom 9. Januar 2005, sowie der Beendigung der Gewalt und der Verfolgungen in Darfur und ermahnte die Konfliktparteien, die das Abkommen bislang nicht unterzeichnet hatten, dies umgehend zu tun. Gleichzeitig wurden die Konfliktparteien aufgefordert, die Feindseligkeiten sofort zu stoppen und von weiteren gewaltsamen Angriffen abzusehen.
Mit der Resolution anerkannte der Sicherheitsrat die Souveränität, Einheit, territoriale Integrität und Unabhängigkeit Sudans und rief die Prinzipien guter Nachbarschaft, der Nichteinmischung und der Zusammenarbeit zwischen den Staaten in der Region in Erinnerung und stellte fest, dass die Situation im Sudan eine Gefahr für den Frieden und die Stabilität in der Region darstellt.
Die Resolution erweitert die Expertengruppe auf fünf Mitglieder und fordert alle Staaten, die zuständigen Einrichtungen der Vereinten Nationen, und die Afrikanische Union auf, mit der Gruppe uneingeschränkt zusammenzuarbeiten und alle Informationen zu leisten, welche die Umsetzung der Maßnahmen betreffen, die in den Resolutionen 1556 und 1591 angeordnet wurden.